# Veľký Radzim
Veľký Radzim (991 m) – szczyt w Rudawach Słowackich (Slovenské rudohorie). W regionalizacji słowackiej zaliczany jest do Pogórza Rewuckiego (Revucká vrchovina) i jest najwyższym jego szczytem. W regionalizacji według Jerzego Kondrackiego Pogórze Rewuckie nie jest wyróżniane, a Veľký Radzim należy do Rudaw Gemerskich.

## Położenie
Masyw Radzimów wznosi się od południa nad doliną górnego toku rzeki Slaná w miejscu, w którym znajduje się wieś Vyšná Slaná. U południowych stóp masywu, w źródłowej części doliny potoku Brdárka, leży niewielka wieś tej samej nazwy. 

## Charakterystyka
Masyw ma dwa wierzchołki: Veľký Radzim (991 m, na wschodzie) i Malý Radzim (961 m, na zachodzie), położone w odległości ok. 900 m od siebie. Uważany jest za izolowany fragment płaszczowiny silickiej, budującej również sąsiednie obszary krasowe. Zbudowany jest ze skał wapiennych pochodzących ze środkowego triasu. Główny zrąb masywu tworzą masywne, gruboławicowe, ciemnoszare wapienie tzw. guttensteinskie, natomiast oba wierzchołkach budują czapki z jasnych, organodetrytycznych wapieni tzw. steinalmskich.
Cały masyw porośnięty jest lasem, ale ze skalistych partii szczytowych rozciągają się szerokie panoramy widokowe. Przez szczyty nie prowadzi szlak turystyczny, ale znakowanym szlakiem można dotrzeć na skały zwane Vdovčíkovo kreslo. Stąd na szczyt Veľký Radzim prowadzi nieznakowana, ale dobrze widoczna ścieżka. Nazwa skał pochodzi stąd, że jedna z nich przypomina duży fotel. Według podań tutaj schwytano zbójnika Dovčíka (Vdovčíka). Ze skał tych podobno lustrował teren planując zbójeckie wyprawy.

## Jaskinie
W masywie Radzimów znanych jest obecnie ok. 10 jaskiń krasowych. Prawie wszystkie z nich zlokalizowane są w północnych zboczach, w większości poniżej przełęczy rozdzielającej obydwa wierzchołki. Najbardziej znaną jest Veľká priepasť, której wejście znajduje się na wysokości 729 m. Otwiera się ona pionową studnią głębokości 33 m, na której dnie wznosi się gruzowy stożek i od której prowadzą jakieś niezbadane korytarze. Jaskinią o najdłuższym rozwinięciu horyzontalnym jest Veľká jaskyňa, której długość wynosi 52 m. Jej wejście znajduje się na wysokości 648 m i prowadzi do korytarza, który osiąga miejscami szerokość 12 m i 5 m wysokości. Inne jaskinie to Poludňajšia diera, Dvojitá jaskyňa i długa na 19 m Gotická jaskyňa. Jedyna znana jaskinia w południowych zboczach masywu, Južná jaskyňa, ma długość korytarzy wynoszącą 28 m.

## Turystyka
Punktem wyjścia do zwiedzania masywu Radzima jest głównie położona u jego południowego podnóża wieś Brdárka.

### Szlaki turystyczne
Brdárka – sedlo Hora – Vdovčíkovo kreslo. Czas przejścia: 1.15 h, suma podejść 350 m, odległość 2 km
  Vlachovo – sedlo Hora – Vdovčíkovo kreslo. Czas przejścia: 2.35 h, suma podejść: 630 m, odległość 6,9 km